# Tuzla Saltminers
I Tuzla Saltminers sono una squadra di football americano di Tuzla, in Bosnia ed Erzegovina, fondata nel 2017.

## Dettaglio stagioni

### Tornei nazionali

#### Campionato

##### BHFL
| Stagione | regular season | regular season | regular season | regular season | regular season | regular season | playoff | playoff | playoff | playoff | playoff | playoff   | playoff           |
|          | Vin            | Par            | Per            | Tot            | PF             | PS             | Vin     | Per     | Tot     | PF      | PS      | risultato | avversaria        |
| -------- | -------------- | -------------- | -------------- | -------------- | -------------- | -------------- | ------- | ------- | ------- | ------- | ------- | --------- | ----------------- |
| 2019     | 1              | 0              | 3              | 4              | 90             | 140            | 0       | 1       | 1       | 30      | 48      | BH Bowl   | Sarajevo Spartans |
| 2020     | 0              | 0              | 1              | 1              | 0              | 42             | -       | -       | -       | -       | -       | -         | -                 |
| 2021     | 1              | 0              | 1              | 2              | 46             | 66             | 0       | 1       | 1       | 14      | 20      | BH Bowl   | Sarajevo Spartans |
| Totale   | 2              | 0              | 5              | 7              | 136            | 248            | 0       | 2       | 2       | 44      | 68      |           |                   |

Fonti: Enciclopedia del Football - A cura di Roberto Mezzetti

##### HFL
| Stagione | regular season | regular season | regular season | regular season | regular season | regular season | playoff | playoff | playoff | playoff | playoff | playoff   | playoff           |
|          | Vin            | Par            | Per            | Tot            | PF             | PS             | Vin     | Per     | Tot     | PF      | PS      | risultato | avversaria        |
| -------- | -------------- | -------------- | -------------- | -------------- | -------------- | -------------- | ------- | ------- | ------- | ------- | ------- | --------- | ----------------- |
| 2018     | 0              | 0              | 4              | 4              | 35             | 132            | 0       | 1       | 1       | 6       | 36      | BH Bowl   | Sarajevo Spartans |
| Totale   | 0              | 0              | 4              | 4              | 35             | 132            | 0       | 1       | 1       | 6       | 36      |           |                   |

Fonti: Enciclopedia del Football - A cura di Roberto Mezzetti

##### RLAFBiH
| Stagione | regular season | regular season | regular season | regular season | regular season | regular season | playoff | playoff | playoff | playoff | playoff | playoff   | playoff           |
|          | Vin            | Par            | Per            | Tot            | PF             | PS             | Vin     | Per     | Tot     | PF      | PS      | risultato | avversaria        |
| -------- | -------------- | -------------- | -------------- | -------------- | -------------- | -------------- | ------- | ------- | ------- | ------- | ------- | --------- | ----------------- |
| 2018     | 1              | 0              | 2              | 3              | 58             | 80             | 1       | 0       | 1       | 36      | 28      | Campioni  | Sarajevo Spartans |
| Totale   | 1              | 0              | 2              | 3              | 58             | 80             | 1       | 0       | 1       | 36      | 28      |           |                   |

Fonti: Enciclopedia del Football - A cura di Roberto Mezzetti

### Riepilogo fasi finali disputate
| Anno            | Luogo    | Evento                                              | Fase del torneo | Incontro                             | Risultato |
| 2 giugno 2018   | Tuzla    | Razvojna Liga Američkog Fudbala Bosne i Hercegovine | Finale          | Tuzla Saltminers - Sarajevo Spartans | 36 - 28   |
| 2 dicembre 2018 | Sarajevo | Hrvatska Football Liga                              | BH Bowl         | Sarajevo Spartans - Tuzla Saltminers | 36 - 6    |
| 23 giugno 2019  |          | Bosnian-Herzegovinian Football League               | Finale          | Sarajevo Spartans - Tuzla Saltminers | 48 - 30   |
| 20 giugno 2021  | Sarajevo | Bosnian-Herzegovinian Football League               | Finale          | Sarajevo Spartans - Tuzla Saltminers | 20 - 14   |

## Palmarès
- 1 Razvojna Liga Američkog Fudbala Bosne i Hercegovine (2018)